# 汐路章
汐路 章（しおじ あきら、1928年1月9日 - 1994年10月29日）は、日本の俳優。京都府京都市出身。潮路 章名義の作品もある。本名は滝川 清光。

## 来歴・人物
1948年に大友柳太朗主宰の「新星座」入団。後に高田浩吉劇団に移る。1950年代末から、東映の時代劇・現代劇・ヤクザ映画での悪役・敵役で活躍。品の良くない精力絶倫な男・悪徳刑事・犯罪者・破戒僧や『水戸黄門』では主に権力者にこびへつらい弱いものをいじめるチンピラヤクザなどに扮してきた。
その一方で、千葉真一主演の『激突! 殺人拳』、『脱走遊戯』で片言の日本語しかしゃべらない中国人、『服部半蔵 影の軍団』第23話「赤い蛇の目は死の宣告」では間の抜けた同心をコミカルに演じたほか、後述の階段落ちや『激突! 殺人拳』では主人公の腕を逆手に取るものの宙返りされてしまうシーンを、吹き替え無しで自ら演じるなど、役者として幅広い面を見せている。
『仮面の忍者 赤影』では顔を塗りつぶしての役柄が多かったが、当初は抵抗があったものの次第に面白がるようになり、自身が演じる「魔風雷丸」の白塗りメイクなどを本人自らが行っていた。後年、『赤影』で少年忍者青影を演じた金子吉延と再会した際には「赤影は名作だよ」と延々話していた。
叩き上げの大部屋育ちで、『蒲田行進曲』の登場人物「ヤス」のモデルとして知られる。汐路が実際に『新選組』で階段落ちの撮影に挑んだ際には、撮影当日の朝になって妻子のために無審査の簡易保険に申し込んだという。
役のイメージとは裏腹に、実生活では故郷の京都で、無料の書道教室を開講して子供たちと触れ合うという一面を有する温厚な人柄であった。
1975年には第1回くまもと映画祭の男優部門で特別功労賞を受賞している。
1994年10月29日、肝不全のために京都府京都市の病院で死去。66歳没。

## 出演

### 映画
- 紋三郎の秀（1955年、新東宝）
- 快傑 黒頭巾（1958年、東映）- 捕り方
- 風雲児 織田信長（1959年、東映） - 川井重介
- 新吾十番勝負 第二部 （1959年、東映）
- いろは若衆 花駕篭峠（1959年、東映）
- 水戸黄門漫遊記 怪魔八尺坊主（1960年、東映）
- 人形佐七捕物帖 血染の肌着（1960年、東映）
- まぼろし大名（1960年、東映）
- 百万両秘帖 前篇 後篇（1960年、東映)
- 若さま侍捕物帖（1960年、東映）
- 宮本武蔵（1961年、東映）
- 忍術大阪城（1961年、東映）
- 幽霊五十三次（1961年、東映）
- いかすじゃねぇか三度笠（1961年、東映)
- 若き日の次郎長 東海道のつむじ風（1962年、東映）
- さくら判官（1962年、東映）
- 旗本やくざ 五人のあばれ者（1963年、東映）
- 十七人の忍者（1963年、東映）
- この首一万石（1963年、東映）
- 十三人の刺客（1963年、東映） - 堀井弥八
- 忍者狩り（1964年、東映） - 空木源三
- 関東やくざ者（1964年、東映）
- 幕末残酷物語（1964年、東映）
- 明治侠客伝 三代目襲名（1965年、東映）
- 大阪ど根性物語 どえらい奴（1965年、東映）
- 日本侠客伝シリーズ（東映）
  - 日本侠客伝 浪花篇（1965年）
  - 日本侠客伝 関東篇（1965年）
  - 日本侠客伝 決斗神田祭 (1966年)
- 大忍術映画 ワタリ（1966年、東映） - カンパチ
- 怪竜大決戦（1966年、東映） - 無門兵衛
- 兄弟仁義 関東三兄弟（1966年、東映）
- 懲役十八年（1967年、東映）
- 兄弟仁義 関東命知らず（1967年、東映）
- 浪花侠客伝 度胸七人斬り（1967年、東映）
- 銭形平次（1967年、東映） - 松崎一角
- 十一人の侍 (1967年、東映）
- 馬賊やくざ（1968年、東映)
- 極道シリーズ（東映） - 流し
  - 帰って来た極道（1968年） - 流し
  - 兵隊極道（1968年） - マムシの秀
- 極悪坊主シリーズ（東映）
  - 極悪坊主（1968年） - 川又寅三
  - 極悪坊主 人斬り数え唄（1968年） - 猪之松
- 博徒列伝（1968年、東映） - お化けの市
- 緋牡丹博徒シリーズ（東映）
  - 緋牡丹博徒 花札勝負（1969年） - バケ安
  - 緋牡丹博徒 二代目襲名（1969年）
  - 緋牡丹博徒 お竜参上（1970年） - 肘の喜三郎
  - 緋牡丹博徒 お命戴きます（1971年） - 庄司安次郎
  - 緋牡丹博徒 仁義通します（1971年） - 猪又賢吾
- 女親分 喧嘩渡世（1969年、東映） - 笠間陽造
- 日本暗殺秘録（1969年、東映） - 巡査A
- 関東テキヤ一家シリーズ（東映）
  - 関東テキヤ一家（1969年）
  - 関東テキヤ一家 天王寺の決斗（1970年）
  - 関東テキヤ一家 喧嘩火祭り（1971年）
- 渡世人列伝（1969年、東映）
- 遊侠列伝（1970年、東映）
- 現代やくざ 盃返します（1971年、東映）
- ごろつき無宿（1971年、東映）
- 着流し百人（1972年、東映）
- ゾロ目の三兄弟（1973年、東映
- 日陰者（1972年、東映）
- 木枯らし紋次郎 関わりござんせん（1972年、東映）
- 望郷子守唄（1972年、東映）
- エロ将軍と二十一人の愛妾（1972年、東映）
- 関東緋桜一家（1972年、東映）
- 博奕打ち外伝（1972年、東映）
- まむしの兄弟 傷害恐喝十八犯（1972年、東映）
- 仁義なき戦いシリーズ（東映）
  - 仁義なき戦い 広島死闘篇（1973年） - お灸をする坊さん
  - 仁義なき戦い 代理戦争（1973年） - 中学教師・青木彦次郎
  - 仁義なき戦い 頂上作戦（1974年） - 弁護士
- 三池監獄 兇悪犯（1973年、東映）
- 宮本武蔵（1973年、松竹） - 研屋耕介
- 山口組三代目（1973年、東映） - お多福
- 日本侠花伝（1973年、東宝） - モヂリ
- 恐怖女子高校 アニマル同級生（1973年、東映）
- 殺人拳シリーズ（東映）
  - 激突! 殺人拳（1974年） - 梁東一
  - 逆襲! 殺人拳（1974年） - 大和田剛
- 忘八武士道 さ無頼（1974年、東映）
- 学生やくざ（1974年、東映）
- 女囚やくざ（1974年、東映）
- まむしの兄弟 二人合わせて30犯（1974年、東映） - 商社の営業部長
- 痴情ホテル（1974年、東映）
- 山口組外伝 九州進攻作戦（1974年、東映）
- 極悪拳法（1974年、東映）
- 三代目襲名（1974年、東映）
- 実録飛車角 狼どもの仁義（1974年、東映）
- 脱獄広島殺人囚（1974年、東映）
- 新仁義なき戦い（1974年、東映）
- 仁義の墓場（1975年、東映）
- 県警対組織暴力（1975年、東映）
- 日本暴力列島 京阪神殺しの軍団（1975年、東映）
- 暴動島根刑務所（1975年、東映）
- 暴力金脈（1975年、東映）
- 好色元禄㊙物語（1975年、東映）
- 新仁義なき戦い 組長の首（1975年、東映）
- 暴走パニック 大激突（1976年、東映）
- テキヤの石松（1976年、東映）
- 新仁義なき戦い 組長最後の日（1976年、東映）
- 女必殺五段拳（1976年、東映）
- 脱走遊戯（1976年、東映） - 楊明徳
- 戦後猟奇犯罪史（1976年、東映）
- 徳川女刑罰絵巻 牛裂きの刑（1976年、東映） - 高坂主膳
- バカ政ホラ政トッパ政（1976年、東映）
- トラック野郎・天下御免（1976年、東映） - 大村
- くの一忍法　観音開き（1976年、東映） - 鍬形一獄
- 女獄門帖 引き裂かれた尼僧（1977年、東映）
- 江戸川乱歩の陰獣（1977年、松竹）
- 新・女囚さそり 特殊房X（1977年、東映） - 菊山
- らしゃめん（1977年、東映）
- 毒婦お伝と首切り浅（1977年、東映）
- 大奥浮世風呂（1977年、東映）
- こちら葛飾区亀有公園前派出所（1977年、東映）
- 柳生一族の陰謀（1978年、東映） - 久能美作守重吉
- 沖縄10年戦争（1978年、東映）
- トラック野郎・突撃一番星（1978年、東映） - 金田（クレジットされているが未出演[4]）
- 赤穂城断絶（1978年、東映） - 島喜兵衛
- 水戸黄門（1978年、東映） - 丑蔵
- 天使の欲望（1979年、東映）
- 総長の首（1979年、東映）
- 太陽を盗んだ男（1979年、東宝 / キティ・フィルム） - 水島刑事
- さらば、わが友 実録大物死刑囚たち（1980年、東映）- 野々村銀次
- 忍者武芸帖 百地三太夫（1980年、東映）
- 天平の甍（1980年、東宝）
- ダンプ渡り鳥（1981年、東映）
- 炎のごとく（1981年、東宝）
- 仮面ライダースーパー1（1981年、東映） - 帝王テラーマクロ
- 大日本帝国（1982年、東映）
- 蒲田行進曲（1982年、松竹）
- 蠢動（1982年、BJcc） - 西崎隆峰
- ブルーレイン大阪（1983年、にっかつ）
- 里見八犬伝（1983年、角川映画） - 幻人
- 彩り河（1984年、松竹） - ハイウェイサービス・西本
- 瀬戸内少年野球団・青春篇 最後の楽園（1987年、日本ヘラルド映画）
- マルサの女（1987年、東宝）
- 塀の中の懲りない面々（1987年、松竹）
- ゲゲゲの鬼太郎 妖怪奇伝魔笛エロイムエッサイム（1987年、東映） - ぬらりひょん
- 肉体の門（1988年、東映）
- 文学賞殺人事件 大いなる助走（1989年、東映）
- 夢見通りの人々（1989年、松竹）
- 真夏の少年（1991年、野村企画）
- 王手（1991年、ムービーギャング）
- 大予言/復活の巨神（1992年、東映）
- 武闘の帝王2（1994年、シネマパラダイス） - 老親分・田尻弘

### テレビ映画
- 風小僧（1959年、東映）
- 新吾十番勝負（1966年 - 1967年、TBS / 松竹テレビ室）
- 仮面の忍者 赤影（1967年 - 1968年、KTV / 東映） - 夢堂一ツ目（第1部）、夕里弾正（第3部）、魔風雷丸（第4部）
- 俺は用心棒 第18話「月明柳馬場」（1967年、NET / 東映）
- 風 第1話「新十郎登場」（1967年、TBS / 松竹）
- 素浪人 花山大吉（NET / 東映）
  - 第1話「世のなか上には上がいた」（1969年） - 鎖鎌の浪人
  - 第13話「寝ながら地図を描いていた」（1969年） - 鬼熊
  - 第52話「殿様スタコラ逃げていた」（1969年） - 黒蜘蛛の仁三郎
  - 第77話「心の中では泣いていた」（1970年） - 小平
  - 第92話「片目の竜が狙っていた」（1970年） - 独眼竜
- 用心棒シリーズ 俺は用心棒（1969年、NET / 東映）
  - 第10話「噂の中の女」
  - 第20話「廻り灯籠」 - 勝五郎
- 水戸黄門（TBS / C.A.L）
  - 第1部 第5話「血槍の弥平 -江尻宿-」（1969年9月1日） - 中間
  - 第2部 第1話「旅立ち -水戸-」（1970年9月28日）
  - 第4部 第26話「黄金の誘惑 -白石-」（1973年7月16日） - 銀六
  - 第5部（1974年）
    - 第2話「仇討ち甲州路 -青梅-」 - 相模屋藤五郎
    - 第13話「浪花女のど根性 -大阪-」 - 雲風の権次
    - 第17話「酔いどれ用心棒 -松山-」 - 亀六

  - 第6部
    - 第3話「よみがえった男 ‐人吉-」（1975年4月14日） - 馬六
    - 第8話「孤独の捕縄 -小倉-」（1975年5月19日）- 馬五郎

  - 第7部
    - 第14話「八兵衛殿様五万石 -横手-」（1976年8月23日） - 権造
    - 第33話「十七年目の泣き笑い -伊勢崎-」（1977年1月3日） - 金ピラ金助

  - 第8部 第8話「骨身にこたえた母の愛 -吉田-」（1977年9月5日） - 縄手の権六
  - 第10部 第12話「身ぐるみ剥がれた御老公 -津-」（1979年10月29日） - 寅蔵
  - 第11部（1980年）
    - 第16話「大当り黄門様の大芝居 -新発田-」 - 太郎兵衛
    - 第17話「親不孝トンテンカン -三条-」 - 角造

  - 第12部 第14話「金毘羅様の鬼退治 -丸亀-」（1981年11月30日） - 琴平の五郎蔵
  - 第13部 第24話「とどけ馬子唄瞼の母に -熊本-」（1983年3月28日） - 馬宿の源五郎
  - 第14部（1984年）
    - 第28話「悪乗り八兵衛若旦那 -長浜-」 - 姉川の権蔵
    - 第36話「夫婦喧嘩で悪退治 -徳島-」 - 沖洲の亀五郎

  - 第15部（1985年）
    - 第14話「めざす敵は仁術医者 -浜田-」 - 弥五郎
    - 第27話「殿様騙した親不孝者 -大垣-」 - 空っ風の権造

  - 第16部
    - 第20話「九谷焼に賭けた兄弟愛 -大聖寺-」（1986年9月8日） - 赤鬼の玄兵衛
    - 第28話「娘を救った偽黄門 -弘前-」（1986年11月3日） - 北風の九郎助

  - 第17部 第10話「泣き笑い献上仏壇 -尾張-」（1987年11月2日） - 虎蔵
  - 第18部 第21話「化け猫の仇討ち -久留米-」（1989年2月6日） - 土手の仁造
  - 第19部 第27話「邪念払った鬼瓦 -深谷-」（1990年4月2日） - 並木の権造
  - 第20部 第8話「情け紡いだ西陣織 -京-」（1990年12月24日） - 留五郎
- 銭形平次（CX / 東映）
  - 第188話「四枚の花札」（1969年） - 茂の市
  - 第195話「江戸っ子長屋」（1970年） - 寅吉
  - 第237話「瓢かんざし」（1970年） - 儀十
  - 第299話「一度死んだ女 」（1972年） - 勘三
  - 第365話「星の降る夜に」（1973年） - 安之助
  - 第448話「紅とかげ」（1974年） - 伝次
  - 第476話「殺しの罠」（1975年） - 才造
  - 第485話「お京の身代金」（1975年） - 般若の又造
  - 第521話「平次一番勝負」（1976年） - 六助
  - 第550話かんざし変化」（1976年） - 鉄蔵
  - 第649話「奇妙な誘拐」（1978年） - 弥惣次
  - 第654話「寄りそう影二つ」（1979年） - 車坂のご隠居
  - 第721話「ひとりぼっちの反抗」（1980年） - 弥助
  - 第738話「晴れ姿神田祭り」（1980年） - 隼組首領
  - 第782話「三匹の蟻」（1981年） - 不動の栄五郎
  - 第816話「江戸評判一枚刷り」（1982年） - 甚九郎
  - 第861話「街の嫌われ者」（1983年） - 荒造
  - 第885話「平次隠密軍団」（1984年）
- 大坂城の女 第20話「秀吉を狙う女忍者」（1970年、KTV / 東映）
- 燃えよ剣 第26話「新選組副長 土方歳三」（1970年、NET / 東映）
- 遠山の金さんシリーズ（NET→ANB→EX / 東映）
  - 遠山の金さん捕物帳
    - 第6話「踊らされた男」（1970年） - 弥造
    - 第23話「仁王と呼ばれた男」（1970年） - 仁王の伊蔵

  - ご存知遠山の金さん 第7話「星はきれいか悲しいか」（1973年） - 風祭検校・覚一
  - ご存じ金さん捕物帳 第2話「恋ごころ出世纏 」（1974年）
  - 遠山の金さん
    - 第51話「夕陽に燃えた必殺剣」（1976年） -  深谷岩頭一家 岩五郎
    - 第69話「お白州に小判の雨が降る」（1977年）- 勝造

  - 遠山の金さん (高橋英樹)
    - 第1シリーズ
      - 第24話「二人の母が情けに泣いた!」（1982年）- 大熊の大五郎
      - 第57話「男の挽歌・白夜に散った女!」（1983年）- 大島屋佐平
      - 第71話「おんな一心太助と深海の美女!」（1983年）- 相模屋作蔵
      - 第95話「母恋いオルゴール・旅路の女!」（1984年）- 藤兵衛
      - 第116話「女侠一代! 鬼子母神おはな」（1984年）- 勘造

    - 第2シリーズ 第14話「魔の砂丘・越後三味線の女IV」（1986年）- 源蔵

  - 名奉行 遠山の金さん 第1シリーズ 第10話「お仙が拾った子」（1988年） - 山同心
- 軍兵衛目安箱 第5話「百万人の声」（1971年、NET / 東映） - 伊三郎
- 千葉周作 剣道まっしぐら 第25話「気はやさしくて力もち」（1971年、TBS）- 伝八
- 徳川おんな絵巻（1971年、KTV / 東映） - 嘉平次
  - 第42話「怨霊おはぐろどぶ」
  - 第43話「呪いの剃刀」
- 大岡越前（TBS / C.A.L）
  - 第2部（1971年）
    - 第2話「悪の決算」 - ぐず市
    - 第18話「すっとび辰の失恋」 - 甚助

  - 第3部 第31話「享保太平記（後篇）」（1973年1月15日） - 牢名主
  - 第4部
    - 第10話「大江戸無法地帯」（1974年12月9日） - 権六
    - 第18話「似顔絵の女」（1975年2月3日） - 雲霧仁左衛門

  - 第5部 第17話「帰って来た木鼠小僧」（1978年5月29日） - 向うきずの虎
  - 第6部 第6話「死を占った女」（1982年4月12日） - 白子屋藤五郎
  - 第7部（1983年）
    - 第8話「美女に迫る魔の牙」 - 加古川の粂五郎
    - 第21話「母は天下の御意見番」 - 不動の弥八
- 忍法かげろう斬り 第8話「姫売り公卿」（1972年、KTV / 東映） - 女衒
- 長谷川伸シリーズ 第30話「六車の額太郎」（1973年、NET / 東映）
- 隠密剣士 第5話「赤目忍法 双忍くずし」（1973年、TBS / 宣弘社プロダクション） - 油身の左源太
- 江戸を斬る（TBS / C.A.L）
  - 江戸を斬るIII（1977年）
    - 第3話「金四郎の縁談」 - 地廻り
    - 第19話「どじな兄貴の妹想い」 - グズ虎

  - 江戸を斬るVI 第11話「願いをかけた釣り忍」（1981年4月27日） - 狐火の半蔵
  - 江戸を斬るVII 第15話「火炎地獄の女」（1987年） - 神楽の銀造
- 素浪人 天下太平 第17話「晴れた金の鈴鳴らそ」（1973年、NET / 東映） - 幻の伝造
- どてらい男（1973年 - 1975年、KTV）
- おしどり右京捕物車 第2話「炎」（1974年、ABC / 松竹） - 半田
- 必殺シリーズ（ABC / 松竹）
  - 必殺仕置人 第14話「賭けた命のかわら版」（1973年） - 奥右筆・船津左衛門
  - 助け人走る 第29話「地獄大搾取」（1974年） - 旦那
  - 必殺仕置屋稼業 第19話「一筆啓上業苦が見えた」（1975年） - 囚人弥蔵
  - 必殺仕業人 第1話「あんたこの世をどう思う」（1976年） - 伝蔵
  - 必殺からくり人 第12話「鳩に豆鉄砲をどうぞ」（1976年） - 花沢老人
  - 新・必殺仕置人 第36話「自害無用」（1977年） - 助川半蔵
  - 必殺からくり人・富嶽百景殺し旅 第4話 「神奈川沖浪裏」（1978年） - 魚甚
  - 必殺仕事人III 第29話「老眼鏡を買わされたのは主水」（1983年） - 熊五郎
- 影同心シリーズ（MBS / 東映）
  - 影同心（1975年）
    - 第16話「もてた男の殺し節」 - 伍兵衛
    - 第27話「赤いしごきの殺し節」 - 巴屋惣右衛門

  - 影同心II 第2話「つぼみで落ちた白い菊」（1975年） - 雲州
- 十手無用 九丁堀事件帖 （NTV / 東映）
  - 第1話「粋に雨ふる九丁堀」 (1975年)
  - 第15話「おさよ無残」（1976年） - 紋次
- お耳役秘帳（1976年、KTV / 歌舞伎座テレビ）
  - 第5話「俺は天下のお耳役」 - 菊之丞
  - 第25話「人斬り毒婦」 - 鳴海屋万蔵
- 前略おふくろ様 第2シリーズ 第5話 （1976年、NTV） - 初老の男
- 駆けろ!八百八町（1977年、NET / 東映） - 山村兵馬
- ご存知 女ねずみ小僧 第16話「浮世絵 海を渡る」（1977年、CX / 松竹） - 九蔵
- 風見鶏 （1977年 - 1978年、NHK） - 吉富巡査
- 土曜ドラマ / 鎌田敏夫シリーズ 十字路 第2部 第3話「南国高知編 結婚しない男と結婚しない女」（1978年、NHK）
- 新・座頭市 第2シリーズ 第15話「女の鈴が哭いた」（1978年、CX / 勝プロ）
- 大追跡 第5話「潜入刑事」（1978年、NTV / 東宝） - 故買屋
- 宇宙からのメッセージ・銀河大戦（1978年 - 1979年、ANB / 東映）
- 桃太郎侍（NTV / 東映）
  - 第13話「裏のうらは裏だった」（1976年） - 松五郎
  - 第84話「無言で許す親心」（1978年） - 上総屋善兵ヱ
  - 第101話「お毒味された悪だくみ」（1978年） - 伝三
  - 第125話「福の神だという女」（1979年） - 十造
  - 第222話「出世、ご免蒙ります」（1981年） - 木下
  - 第233話「遠州路の決闘!」（1981年） - 赤鬼の虎蔵
- 暴れん坊将軍シリーズ（ANB / 東映）
  - 吉宗評判記 暴れん坊将軍
    - 第6話「天晴れ! いも侍」（1978年） - 赤毛の久六
    - 第26話「朝寝朝酒で出世した男」（1978年） - 横井仙十郎
    - 第40話「翔べ! 下町の神童」（1978年） - 留造
    - 第49話「生かす殺すは筆一本!」（1978年） - 次郎八
    - 第69話「名刀 誇りあり」（1978年） - 備中屋忠助
    - 第86話「天下御免の大泥棒」（1978年） - 牢名主
    - 第102話「悪党の首まで取った借金取り」（1980年） - 白銀屋万治郎
    - 第122話「知るや南のうらみ節」（1980年） - 仙波隼人
    - 第150話「花も恥じらう白浪渡世」（1981年） - 宇三郎
    - 第159話「お仲成仏 灯籠ながし」（1981年） - 銚子屋甚八
    - 第182話「据膳喰う奴喰わぬ奴」（1981年） - 岩村三右衛門
    - 第198話「あわれ、残んの花ちりぬ」（1982年） - 須鷹左源太

  - 暴れん坊将軍II
    - 第7話「わらべ地蔵の子守唄」（1983年） - 千石屋安蔵
    - 第45話「いかさま奉行の鴨ネギ音頭!」（1984年） - 洲崎の栄五郎
    - 第60話「易者新さん 二万両の夢占い!」（1984年） - 権現の虎五郎
    - 第84話「命みじかく 燃やせ初恋!」（1984年） - 玄海屋五兵衛
    - 第110話「妹よ! この兄に罪ありや」(1985年） - 佐倉大学
    - 第125話「勅使下向、天下を賭けた江戸っ子神輿!」スペシャル（1985年） - 寅松
    - 第141話「信濃路、新さん賭場荒らし!」（1986年） - 岩蔵
    - 第154話「吉宗泣かせた悪いガキ!」（1986年） - 藤兵衛
    - 第176話「決戦前夜の仮祝言!」（1986年） - 長崎屋

  - 暴れん坊将軍III 第27話「罠にかかった女」（1988年） - 源七
  - 暴れん坊将軍V 第3話「狙われた氷の美女」（1993年） - 鬼熊の仙十郎
- 同心部屋御用帳 江戸の旋風IV 第14話「男の涙」（1979年、CX / 東宝） - 又蔵
- 太陽にほえろ! 第355話「ボス」（1979年、NTV / 東宝） - 酒処「むくどり」店主
- 大空港 第41話「愛よ、大空に散れ! 特捜部対ヤクザの斗いPARTIII」（1979年、CX / 松竹） - 島田（関永組幹部）
- Gメン'75 第224話「九月の海から出てきた女の手首」（1979年、TBS / 東映） - リョウヘイの父親
- そば屋梅吉捕物帳 第8話「草笛に泣く流れ星」（1979年、12ch / 国際放映） - 岩田屋利兵衛
- ザ・スーパーガール （12ch / 東映）
  - 第32話「告白・女子大生 衝撃のエロス」（1979年）  - 大林秀三（修進塾 塾長）
  - 第51話「時限爆弾 タイムリミット1分前」（1980年） - 総会屋・中島ツトム
- 探偵物語（NTV / 東映芸能ビデオ）
  - 第15話「脅迫者」（1979年） - 赤提灯「正」店主
  - 第20話「逃亡者」（1980年） - 金剛（関西赤誠会 会長）
- 日本名作怪談劇場 第3話「四谷怪談」（1979年、12ch）- 伊藤喜兵衛
- ミラクルガール 第8話「美人探偵神出鬼没」（1980年、12ch / 東映） - 大和田興業社長・大和田正義
- 影の軍団シリーズ（KTV / 東映）
  - 服部半蔵 影の軍団 第23話「赤い蛇の目は死の宣告」（1980年） - 同心
  - 影の軍団II
    - 第8話「戦慄! 尼僧の赤い唇」（1981年） - 妙古堂
    - 第22話「甲賀忍法・必殺の賭け」（1982年）- 辰巳屋安五郎

  - 影の軍団 幕末編 第2話「影なきおんなに御用心」（1985年）
- 柳生あばれ旅シリーズ（ANB / 東映）
  - 柳生あばれ旅 第12話「月の出の女人斬り -舞坂-」（1980年） - 鮫五郎
  - 柳生十兵衛あばれ旅（1982年）
    - 第2話「赤い糸車の女」 - 猪之吉
    - 第11話「うたかたの花」 - 梵天の権九郎
- 大河ドラマ（NHK）
  - 獅子の時代（1980年） - 益実柳蔵
  - 独眼竜政宗（1987年） - 長谷寺和尚
- 特命刑事 第2話「脱獄」（1980年、NTV / 東映） - 囚人
- 西部警察シリーズ（ANB / 石原プロ）
  - 西部警察 第26話「友情の捜査線」（1980年） - 留（情報屋）
  - 西部警察 PART-III（1983年） - 山県刑事の父（牧師）
    - 第7話「“大将”がやってきた!」
    - 第16話「大門軍団フォーメーション」
- 噂の刑事トミーとマツ（TBS / 大映テレビ）
  - 第1シリーズ 第42話「サッチが結婚 トミー激祝マツ激怒」（1980年）
  - 第2シリーズ（1982年）
    - 第2話「トミコ大合唱! ムム、なめんなよ」
    - 第15話「笑撃のガンプレイ! 噴火口の対決」
- 大江戸捜査網シリーズ
  - 大江戸捜査網（12ch / 三船プロ）
    - 第461話「人情 男涙の恩返し」（1980年） - 夜烏の源蔵
    - 第479話「死神に出会った色事師」（1981年） - 霞の紋三郎
    - 第493話「荒海を斬る隠密同心」（1981年） - 庄太夫
    - 第519話「つつもたせの娘」（1981年） - 淀屋五郎蔵
    - 第581話「処刑直前! 獄中の隠密同心」（1983年） - 風間一学
    - 第593話「女を狩る通り魔 陶酔の宴」（1983年） - 水野弥十郎

  - 新・大江戸捜査網 第14話「浮草慕情おんな節」（1984年、TX / ヴァンフィル） - 木曽屋市兵衛
- 長七郎天下ご免! （ANB / 東映）
  - 第22話「錆びた十手が輝いた!」（1980年）- 三島屋宗兵衛
  - 第96話「紅蓮に哭いたおとこ花」（1981年）- 平戸屋藤兵衛
- ピーマン白書 第4話「先生も生徒がいなけりゃタダの人」（1980年、CX / テレビマンユニオン） - 運転手
- 仮面ライダースーパー1 （1980年 - 1981年、MBS / 東映） - 帝王テラーマクロ / カイザークロウ
- 江戸の朝焼け 第20話「文七誘拐」（1981年、フジテレビ） - 仏の徳左衛門
- 御宿かわせみ 第22話「鬼女」（1981年、NHK） - 住職
- 旅がらす事件帖 第21話「寒い国の死刑台」（1981年、KTV） - 長倉六左衛門
- 闇を斬れ 第14話「妻恋い逃亡・男でない男」（1981年、KTV / 松竹） - 鹿島屋伍兵衛
- プロハンター 第24話「ロンリー・ハート」（1981年、NTV / セントラル・アーツ） - 山下公介
- 北の国から 第23話 （1982年、CX）
- ロボット8ちゃん 第23話「参ったか! 怪盗16号」（1982年、CX / 東映） - 警部補
- 源九郎旅日記 葵の暴れん坊 第4話「花の湯の宿 隠れ里」（1982年、ANB / 東映）
- 時代劇スペシャル 御用船炎上（1982年、CX / 三船プロ）
- メタルヒーローシリーズ（ANB / 東映）
  - 宇宙刑事ギャバン 第27話「先生たちが変だ! 学校は怪奇がいっぱい」（1982年） - 双葉ヶ丘小学校校長（ジャアクダブラー人間態）
  - 宇宙刑事シャリバン 第32話「幻夢じかけのオレンジと子守唄!」（1983年） - ジキルハイドビースト人間態
  - 宇宙刑事シャイダー 第25話「エスパークイーン」（1984年） - 鹿島要造（サイサイ人間態）
  - 巨獣特捜ジャスピオン 第2話「哀しみの超電子星サクラ」（1985年） - 惑星ピースの老人
- あいつと俺 第12話「五千万円椋奪作戦 -横浜-」（1984年、TX / 勝プロ） ※1980年製作
- 長七郎江戸日記 第1シリーズ （NTV / ユニオン映画）
  - 第79話「心はひとつ義兄弟」（1985年）- 加倉井
  - 第112話「お嬢様、どこに?」（1986年）- 上州屋六兵衛
- ゲゲゲの鬼太郎（1985年、CX / 東映） - おっかむろ
- 火曜サスペンス劇場（NTV）
  - 二度目のさよなら （1985年、PDS） - 荒井刑事
  - 京都近江殺人近道（1994年）
- 禁じられたマリコ（1985年～1986年、TBS系）村沢医師
- 若大将天下ご免!（1987年、ANB / 東映）
  - 第3話「命の担保は千葉道場!」 - 滝蔵
  - 第36話「色ぼけ欲ぼけ地獄みち」 - 林左衛門
- おもいっきり探偵団 覇悪怒組 第16話「先生は大変人間」（1987年、CX / 東映） - 鬼門塾塾長
- じゃあまん探偵団 魔隣組 第1話「いつか会いたいジゴマ」（1988年、CX / 東映） - 権田原
- 三匹が斬る! 第13話「冬椿、越すに越されぬ女郎坂」（1988年、ANB / 東映） - 甚兵衛
- 探偵団スペシャル! 魔隣組対覇悪怒組（ジゴマvs魔天郎）（1989年、CX / 東映） - 左文字博士
- 乱歩賞作家サスペンス / 暗い光 （1989年6月、KTV / 東映） - 図書館係員
- 月影兵庫あばれ旅 第1シリーズ 第6話「三分の税と戦え!!」（1989年、TX / 松竹） - 郷原徳之介
- 金田一耕助の傑作推理 / 悪魔の手毬唄 （1990年、TBS）
- 鬼平犯科帳 第5シリーズ 第2話「怨恨」（1994年、CX / 松竹） - 駒止の喜太郎
- 御家人斬九郎 第1シリーズ 第1話「かたてわざ」（1995年、CX / 映像京都） - 米津昭盛

### バラエティ
- 天才・たけしの元気が出るテレビ!!「元気が出る名作劇場『忠臣蔵』」（1986年、NTV）
- 今夜は最高! - 1982年12月4日、高橋洋子 (俳優)とともにゲスト出演

### その他
- 東映怪人怪獣大百科 怪獣篇/忍者篇（東映ビデオ） - 魔風雷丸（ナレーション）

### CM
- ぼんち株式会社『ぼんち揚げ』-校長先生。明石家さんまと共演(1980年)

## 受賞
- 1975年 第1回くまもと映画祭 男優部門 - 特別功労賞